# Býkovec (Kaliště)
Býkovec (německy Bikowetz) je malá vesnice, historicky s českým obyvatelstvem, část obce Kaliště v okrese Jihlava. Nachází se asi 3 km na jihozápad od Kaliště, v nadmořské výšce 647 m. Obec leží v údolí Hamerského potoka s řadou rybníků, na styku Jihlavských vrchů s Jindřichohradeckou pahorkatinou. Nejbližší železniční stanice je Jihlávka. Prochází zde silnice II/134. V roce 2009 zde bylo evidováno 36 adres. V roce 2001 zde trvale žilo 19 obyvatel.
Býkovec je také název katastrálního území o rozloze 1,88 km2.
V letech 1869–1900 nesla obec název Bejkovec, v roce 1910 byla označena Bejkovec t. Býkovec, později již jen jako Býkovec. V letech 1869–1930 patřila do okresu Dačice, v roce 1950 do okresu Třešť, od roku 1961 je součástí obce Kaliště v okrese Jihlava.

## Název
Název se vyvíjel od varianty Bikowecz (1385), Bykowecz (1386, 1407, 1447), z Beykowcze (1481), Beykowitz (1678, 1718), Beikowetz (1720), Beykowetz (1751), Beikowetz a Begkowec (1846), Beikowetz a Bejkovec (1872) až k podobě Býkovec v roce 1881. Místní jméno vzniklo buď přidáním přípony -ec k názvu Býkov či přidáním přípony -ovec k osobnímu jménu Býk či substantivizací přídavného jména býkový a znamenat místo, kde se chovají býci.

## Historie
Ves je poprvé uváděna v historických pramenech kolem roku 1348, kdy se podle ní psal Benedikt z Býkovce. Majitelé vsi se velmi často střídali. V 17. století náležela k Panským Dubenkám, se kterými pak byla v roce 1685 prodána k Telči. Koncem 17. století byla pustá a znovu byla osídlena před rokem 1750. Pak sdílela osudy studenského panství až do roku 1849. Podle vceňovacího operátu žilo roku1843 v Býkovci 194 obyvatel, z toho 91 mužů a 103 žen ve 27 domech a 47 domácnostech. Desátky se odváděly panství Studená. Z Býkovce se jezdilo na týdenní sobotní trhy do Počátek v Čechách. Z uvedených živností zde byli 3 mlynáři, 1 kovář a 1 krejčí.

## Vývoj obce do současnosti
Ve 2. polovině 19. a 1. polovině 20. století se většina obyvatelstva obce živila zemědělstvím. V roce 1900 byla výměra hospodářské půdy obce 177 ha. Živnosti roku 1911: 1 kovář, 1 mlynář a 1 obchodník se smíšeným zbožím. Roku 1924: lesní revír velkostatku Telč Podstatských - Lichtenštejnů, živnosti: 1 hostinský, 2 mlynáři, 1 trafikant, 8 hospodařících rolníků. Na Dubenském potoce samota Šimanův (Furmanův) mlýn, druhý Navrátilův mlýn v obci. Obec byla elektrifikována připojením na síť ZME Brno roku 1946. JZD bylo založeno v 50. letech 20. století, roku 1960 bylo sloučeno do JZD Jihlávka, nyní farma Javořice se sídlem v Jihlávce. Nyní převládající zaměstnání: důchodci.

## Přírodní poměry
Býkovec leží v okrese Jihlava v Kraji Vysočina. Nachází se 2 km jihozápadně od Kaliště, 1 km severozápadně od Klatovce, 2 km severovýchodně od Panských Dubenek a 4 km východně od Horní Vilímče. Geomorfologicky je oblast součástí Česko-moravské subprovincie, konkrétně leží na rozmezí Křemešnické vrchoviny a Javořické vrchoviny a jejich podcelků Jindřichohradecká pahorkatina a Jihlavské vrchy, v jejich rámci spadá pod geomorfologické okrsky Žirovnická pahorkatina a Řásenská vrchovina. Průměrná nadmořská výška činí 650 metrů. Nejvyšší bod o nadmořské výšce 701 metrů stojí jižně od vsi. Býkovcem protéká Hamerský potok, na němž se rozkládají Býkovecký rybník a Vančurův rybník, západní hranici katastru tvoří Doubravský potok.

## Obyvatelstvo
Podle sčítání 1930 zde žilo v 34 domech 174 obyvatel. 174 obyvatel se hlásilo k československé národnosti. Žilo zde 154 římských katolíků, 16 evangelíků a 3 příslušníci Církve československé husitské.
| Rok            | 1869 | 1880 | 1890 | 1900 | 1910 | 1921 | 1930 | 1950 | 1961 | 1970 | 1980 | 1991 | 2001 | 2011 |
| -------------- | ---- | ---- | ---- | ---- | ---- | ---- | ---- | ---- | ---- | ---- | ---- | ---- | ---- | ---- |
| Počet obyvatel | 150  | 183  | 204  | 173  | 182  | 190  | 174  | 109  | 98   | 65   | 34   | 26   | 19   | 12   |

## Hospodářství a doprava
V obci sídlí firma EKOCHEP, s.r.o. Obcí prochází silnice II. třídy č. 134 z Panských Dubenek do Kaliště. Dopravní obslužnost zajišťuje dopravce ICOM transport. Autobusy jezdí ve směrech Pelhřimov, Horní Cerekev, Horní Ves, Počátky, Jihlava, Horní Vilímeč, Studená, Třešť a Batelov.

## Školství, kultura a sport
Místní děti dojíždějí do základní školy v Počátkách.

## Památky a pamětihodnosti
- na katastru obce jsou dva kříže
- Navrátilův mlýn – bývalý mlýn vystavěný v 19. století na místě přádelny; sousední osmiboký komín chráněn jako technická památka